# Phlogacanthus insignis
Phlogacanthus insignis är en akantusväxtart som beskrevs av Wilhelm Sulpiz Kurz. Phlogacanthus insignis ingår i släktet Phlogacanthus och familjen akantusväxter. Inga underarter finns listade i Catalogue of Life.